# Scott Base
Scott Base ist eine neuseeländische Antarktisstation auf der Rossinsel. Sie ist nach dem Marinekapitän der Royal Navy, Robert Falcon Scott, benannt, der im Gebiet des Rossmeeres zwei britische Expeditionen zur Antarktis angeführt hat. Neuseelands Hauptstation ist Zentrum für Feldforschung und Geowissenschaften.

## Kurze Darstellung der Reisen von Scott in die Antarktis
In den Jahren 1902 und 1903 unternahm Scott seine erste Expedition zu dem antarktischen Kontinent. Sein Basislager war am Hut Point und er erreichte das Festland über das Ross-Schelfeis. Scott kehrte 1910 mit einer weiteren Expedition in die Antarktis zurück. Er hatte das Ziel, als erste Menschen den Südpol zu betreten. Zwar erreichten er und vier Begleiter (Wilson, Oates, Bowers und Evans) am 17. Januar 1912 den Pol, mussten aber feststellen, dass Roald Amundsen und seine norwegische Gruppe schon fünf Wochen vor ihnen dort gewesen waren. Von sehr widrigen Wetterbedingungen, von Lebensmittelmangel und Skorbut geschwächt, starb die Gruppe auf der Rückkehr vom Pol.
Auf dem Beobachtungshügel von Hut Point errichteten die Überlebenden der Expedition ein 2,7 m hohes Jarrah-Kreuz als Denkmal für die Polarexpedition. Die Kreuz-Inschrift wählten sie aus dem Ulysses von Alfred Tennyson: Streben, suchen, finden und nicht aufgeben (To strive, to seek, to find and not to yield).

## Geschichte derScott Base
Die Jahre 1957/58 waren zum Internationalen Geophysikalischen Jahr ausgerufen worden, um die globale Forschung von Geophysik und Meteorologie zu bündeln. Scott Base war ein Beitrag dazu und wurde Hauptquartier von Sir Edmund Hillary. Von dort wurde Vivian Fuchs’ erfolgreiche Trans-Antarctic Expedition unterstützt, die erste Landüberquerung des antarktischen Kontinents.

### Schwierige Auswahl des Standorts
Neuseelands Wissenschaftler hatten zunächst die Aufgabe, den besten Standort für die Station auszuwählen. Sie fuhren mit der US-Expedition „Operation Deep Freeze“ im Sommer 1955/56 zum McMurdo-Sund. Scott Base sollte im darauf folgenden Sommer gebaut werden.
Eine der wichtigen Überlegungen für die Standortwahl war die Lage der Basis zum Polar-Plateau im westlichen Küstengebirge des Sunds, da Versorgungsdepots auf dem Hochplateau zwischen Pol und McMurdo-Sund anzulegen waren. Nach einer gründlichen Erkundung – oft mit meilenweitem Tragen der Schlitten über die Gletscher – wurde Butter Point ausgewählt. Dieses Gebiet am Ende des Ferrar-Gletschers und direkt gegenüber Hut Point auf der anderen Seite des Sunds bot die beste Erreichbarkeit übers Meer und guten Zugang zum Plateau.
Um die neuseeländische Expedition in die Antarktis zu transportieren, erwarb Neuseelands Regierung die John Biscoe, ein Versorgungsschiff des Vermessungsdienstes der Falklandinseln.
Als die aus Holz bestehende HMNZS Endeavour den McMurdo-Sund im Sommer 1956/57 erreichte, erwies sich ihre Motorkraft als zu schwach, um das massive Treibeis am westlichen Sund zu durchdringen. Die raue Eisoberfläche zwischen Schiff und vorgeschlagenem Standort verhinderte in der verfügbaren Zeit den Transport von Baumaterial über das Eis, womit Butter Point nicht mehr in Frage kam.
Doch Konteradmiral George J. Dufek, der Kommandant der Operation Deep Freeze II, überließ der neuseeländischen Expedition einen Helikopter, in dem ihr Leiter Sir Edmund Hillary nach weiteren Erkundungen schließlich Pram Point auswählte. Scotts Expedition von 1902 hatte hier ein norwegisches Pram (ein Dingi) stationiert, um von Ross Island zur Ostseite der Hut Point-Halbinsel gelangen zu können.
Die Endeavour transportierte Teile des neuseeländischen Personals und der Vorräte; restliches Baumaterial und Betriebsvorräte wurden mit amerikanischen Schiffen der Operation Deep Freeze 11 nach Süden gebracht. Trotz der verlorenen Zeit wurde die Station rechtzeitig vor Beginn des wissenschaftlichen Programms vollendet.

### Geophysik und Depots bis zum Südpol
Während des Internationalen Geophysikalischen Jahres 1957/58 war die US-Station Hut Point nicht im wissenschaftlichen Einsatz und konnte der neuseeländischen Expedition (?) dienen. Sie hatte die Aufgabe, wichtige geophysikalische Daten zu liefern, vor allem zu Polarlichtern (Aurora), zur Ionosphäre und zur Seismik. Die Forschungsaktivitäten in der McMurdo-Gegend wurden mit denen der US-Station und der Station Cape Hallet im Victorialand, die beide Länder gemeinsam betrieben, koordiniert.
Mit umgebauten Fergusson-Farm-Traktoren errichteten Sir Edmund Hillary und seine Gruppe eine Kette von Versorgungsdepots von der Scott Base über den Skelton-Gletscher und über das Polar-Plateau hinweg bis zum Südpol zur Unterstützung der Hauptexpedition, die von (Sir) Vivian Fuchs geleitet wurde. Hillary sollte eigentlich nicht zum Pol gehen, sah jedoch die Chance, die Briten dort zu übertrumpfen und tat es doch. Er fuhr mit der Hauptexpedition zurück, um ihnen den Weg zu zeigen.
Wie die meisten Länder, die seit den Geophysik-Jahren 1957/58 Antarktis-Stationen haben, setzte Neuseeland den Betrieb der Scott Base im Sinne naturwissenschaftlicher Forschung fort. Der Nutzen der Station erhöhte sich in der Saison 1962/63 merklich, indem einige Hütten erweitert wurden, eine neue Garage gebaut und eine zweite Hütte für seismische Untersuchungen errichtet wurde.
Gegen Ende der Saison 1960/61 schied die Endeavour für antarktische Einsätze aus; ihr Nachfolger heißt ebenso: ein kleiner Tanker, den die USA der neuseeländischen Marine geliehen haben. Zurzeit versorgt die „neue Endeavour“ Scott Base, transportiert Treibstoff für die Deep-Freeze-Operationen der USA und führt ozeanografische und ähnliche Studien durch.

### Neuerrichtung
Die neuseeländische Regierung plant für Januar 2027 einen Neubau anstelle der bestehenden Station.

## Planung und Betrieb der Station
Das neuseeländische Antarktis-Forschungsprogramm wird vom Komitee für das Ross-Nebengebiet (Ross Dependency Research Committee) formuliert. Es besteht aus Vertretern staatlicher und halbstaatlicher Institutionen Neuseelands wie z. B. den neuseeländischen Universitäten und dem Dominion Museum, dem Außenministerium und der Royal Society of New Zealand. Es ist Vertreter aller wissenschaftlichen Disziplinen mit Interessen an der Antarktis.
Die Scott Base wurde 1957 im Rahmen des New Zealand Antarctic Research Programme errichtet.

### Beschreibung der Basis
Die Gebäude der Scott Base wurden nach den Plänen der Architekten des neuseeländischen Arbeitsministeriums von Firmen aus Neuseeland und Australien vorgefertigt. Um den Aufbau am Pram Point zu beschleunigen, baute man das ganze Gebäude mit allen Einrichtungen vollständig in Neuseeland auf, nummerierte alle Teile und verschiffte sie nach Süden. Der Wiederaufbau am Pram Point benötigte nurmehr die Vorbereitung des Geländes und die Sicherung der Befestigungen.
Erweiterungen und Verbesserungen der Station erhöhten ihre Gebäudezahl in den folgenden Jahren von 7 auf 10; alle sind jetzt durch überdachte Wege miteinander verbunden. Abseits der Hauptgebäudegruppe befindet sich ein großes Lager, das früher den Antarktisflug der Royal New Zealand Air Force beherbergte. Am Rande des Stationsgebiets wurden weitere Hütten mit wissenschaftlichen Instrumenten errichtet. Die Scott Base übernahm später die Polarlicht-Messungen der aufgegebenen US-Station bei Little America.
In der Nähe sind Whistler und andere Flugzeuge stationiert. Bei den Arrival Heights und dem Second Crater auf der Hut Point-Halbinsel befinden sich die Radarstation für die Polarlichtforschung und die Quiet Experimental-Station, die mit rauschfreiem Radioempfang Physik der oberen Atmosphäre betreiben kann.
Zwischen 1966 und 1967 wurden zwei neue 65-kW-Generatoren installiert, da der gestiegene Strombedarf die beiden fünf Jahre alten 48-kW-Generatoren überforderte. Im Winter hat jedes Besatzungsmitglied einen Raum für sich. Die Messe ist das Zentrum der kleinen Gemeinde.
Die Wellblech-Tunnel und überdachten Wege zwischen den Hauptgebäuden gestatten freie Bewegung innerhalb der Station. Man muss sich wegen des Wetters nicht (mehr) ständig umziehen und spart dadurch viel Zeit.
Die Heizung der Hütten erfolgt mit Kerosin (Lufterhitzer mit Thermostaten); Eisschmelzgeräte sind in denjenigen Hütten installiert, die Wasser benötigen. Dadurch wird das Vereisen von Rohren vermieden, das bei einem Leitungsnetz auftreten würde.
Transportmittel der Saison 1968/1969 waren: ein Nodwell Carrier für Personal und Fracht, ein Tucker Sno-Cat (Fuchs’ Leitfahrzeug A der Trans-Antarctic Expedition), Caterpillar D-4, Traktoren von International und Fergusson, Land Rover mit langem Radstand, und zwei in Schweden gebaute Snow-Tracs. Motorschlitten, Snowmobiles und Hunde werden von den Feldarbeitsgruppen verwendet.
Planmäßige Funkverbindungen werden täglich nach Neuseeland hergestellt mit 1-kW-Funkgeräten für SSB-Sprechfunk und Morsetelegrafie. Die Außengruppen funken über Kurzwellen-Geräte. Innerhalb der Station werden Miniatur-UKW-Geräte verwendet.

### Besatzung
Obwohl jährlich üblicherweise nur elf Personen in der Scott Base überwintern, gibt es Unterkunft für 30 Personen, um die wissenschaftlichen Sommerprogramme zu unterstützen. Die Winterbesatzung besteht aus dem Stationsleiter, dem Stationsingenieur, einem Koch, einem Feldforschungsassistenten, einem Elektriker, einem Wartungsmechaniker, einem Funkoffizier und normalerweise vier Wissenschaftlern oder Technikern. Gegenwärtig wird immer ein Mitglied aus dem Feldforschungsteam des vorherigen Sommers rekrutiert. Seine Aufgabe ist es, Sonderaufgaben bei der Auswertung der Felddaten zu übernehmen und das Material für die nächste Feldforschungs-Saison vorzubereiten.
Im Sommer jedoch kann es zu Überfüllung kommen, da die Sommerbesatzung bis zum Vierfachen der Winterbesatzung ansteigen kann. Solche Situation gibt es während der Ablösung der Wintergruppen, bei Rückkehr von Feldforschungsgruppen, wenn Bautrupps anwesend sind und wenn wissenschaftliches oder Aufsichtspersonal zu Besuch kommt. Wegen der Unwägbarkeiten des Verkehrs zwischen der Antarktis und Neuseeland kann es dazu kommen, dass Pläne zur Abholung von Personal durcheinandergeraten. Die derzeitige Gesamtzahl von Personen, die aktiv in der Antarktis für Neuseeland tätig sind, beträgt ungefähr 80.

### Hunde
Im Januar 1957 begleiteten Hunde den neuseeländischen Teil der Trans-Antarctic Expedition des Commonwealth und seitdem sind Hunde Teil aller Feldforschungsgruppen.
Das ursprüngliche Rudel von 60 Hunden kam aus vier Quellen, die meisten und die besten davon von Australiens Mawson-Station. Die Zuchtlinie der Mawson-Hunde geht zurück auf die Hunde in der französischen Station in Adelie-Land (um 1950), die ihrerseits von der Hope Bay Station des Vermessungsdienstes der Falklandinseln stammen, die wiederum von der Westküste Grönlands kamen.
Der Auckland Zoo lieferte 16 weitere Hunde, die von Admiral Richard E. Byrds United States Antarctic Service Expedition (1939–1941) stammen. 13 weitere Hunde wurden direkt von der dänischen Regierung erworben und kamen direkt aus Grönland an Bord der HMNZS Endeavour in Neuseeland an.
Um Inzucht und Altersungleichgewichte zu verhindern, wurden 1960 neue Zuchtlinien mit 12 Hunden eingeführt, die von W. Herbert in Grönland ausgesucht wurden und direkt nach Neuseeland der mit der US M.A.T.S. eingeflogen wurden. Jetzt findet die gesamte Zucht an der Scott Base statt.
Das effektive Arbeitsleben eines Hundes beträgt selten mehr als acht Jahre. Zucht- und Leistungsaufzeichnungen aller Scott Base Hunde aus dem Jahre 1960 werden immer auf dem neusten Stand gehalten und enthalten Namen wie Draco, Leo, Uglen, Akortok, Kakiwa, Ardluk.
Nach dem Abschluss der geologischen und topografischen Aufklärungsprojektes der Ross Dependency 1963/64 sind lange Reisen mit Hundeschlitten nicht länger notwendig. Da nunmehr nicht mehr so viele Hunde benötigt werden, wird die Anzahl der Hunde bei 20 gehalten. Dies reicht für zwei Neunerteams und ein paar Ersatzhunde.

### Klima
Die amerikanische Station auf der anderen Seite der Gap bei McMurdo erfreut sich eines wärmeren Klimas als die Scott Base bei Pram Point. Pram Point ist der vollen Wucht der gelegentlichen südlichen Schneestürme ausgesetzt. Im Ganzen hat die Scott Base aber weniger Wind als die McMurdo-Station. Tiefste Temperaturen an der Scott Base liegen bei −45 °C und im Sommer werden gelegentlich Temperaturen knapp über dem Gefrierpunkt erreicht.
Maximale Windgeschwindigkeiten von 190 Kilometern pro Stunde sind aufgetreten. Bei Schneestürmen werden gleichmäßige Geschwindigkeiten von 100 bis 115 Kilometern pro Stunde gemessen.

## PostamtScott Base

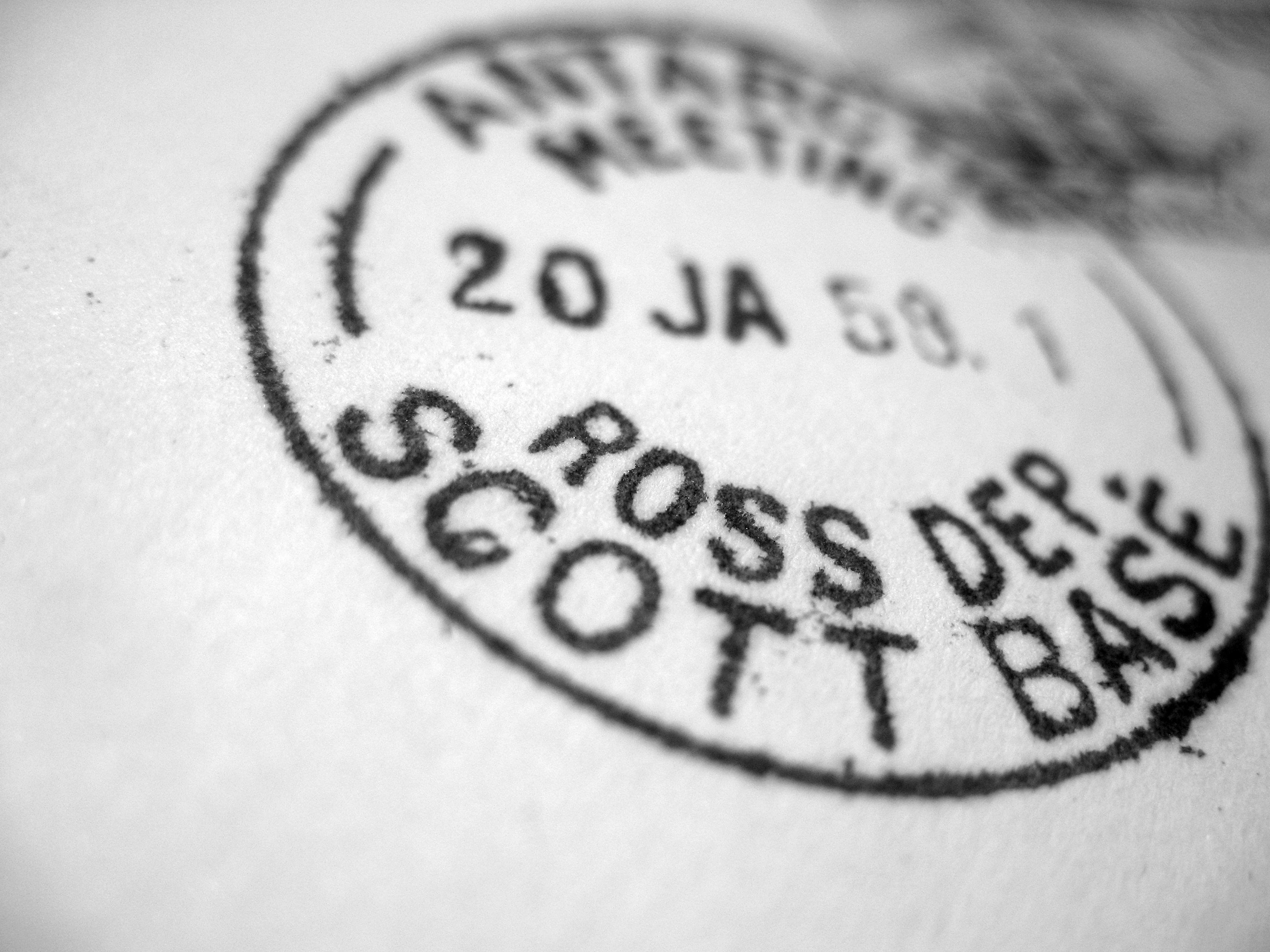
Poststempel – Postamt SCOTT BASE – Ross Dep. – Antarktis

Ross Dependency wird das von Neuseeland beanspruchte Gebiet in der Antarktis genannt. In diesem Areal wurde am 11. Januar 1957 das Postamt Scott Base eröffnet. Es erschienen im Laufe der Jahre 20 Briefmarken, die nur im Bereich der Ross Dependency gültig waren. Ferner wurden zu besonderen Anlässen Ersttagsbriefe, wie beim Treffen des „Antarctic Meeting“ auf der Scott Base am 20. Januar 1958, herausgegeben. Insgesamt kamen 8 Ersttagsstempel in der Geschichte des Postamtes zum Einsatz. Aus Kostengründen und wegen zu geringem Postvolumens wurde das Postamt SCOTT BASE zum 1. Oktober 1987 geschlossen. Es zählte zu den meist genutzten Postämtern in der Antarktis.

## Wissenschaftliches Programm 1969
Die Station und ihr Personal existieren jetzt nur für einen Zweck: die Grenzen der Wissenschaft zu erweitern. Hierfür werden wissenschaftliche Daten durch die Wissenschaftler und Techniker in den mobilen und stationären Feldforschungsgruppen erhoben. Die Mengen von Transporten, Brennstoffen und andere Materialien, die benötigt werden um Flugzeuge, Schiffe und Personal bei ihren Aufgaben zu unterstützen, zeugen von einem beeindruckenden logistischen Aufwand.
Die mobilen Feldforschungsgruppen waren hauptsächlich mit geologischen und topografischen Erkundungen beschäftigt. Für diese Art der Arbeit ist es üblich mit Hundeschlitten zu reisen, obwohl einige Gruppen auch von Menschen gezogene Schlitten verwenden. Polaris-Motor-Schlitten, seit der 1962–63 Saison eingeführt, sind schnell und für die meisten Aufgaben besser geeignet: Größere Gebiete können in der verfügbaren Zeit abgedeckt werden, schwerere Lasten können transportiert werden, und benötigen weniger Aufmerksamkeit als Hundegruppen. Trotzdem wurden für Notfälle und Rettungsmaßnahmen zwei Hundegruppen an der Scott Base gehalten.
Bis 1960 wurde die Luftverkehrsverbindung der Station durch die Antarktisflüge der neuseeländischen Luftwaffe besorgt. Seitdem erfolgt die Versorgung auf dem Luftweg durch das VXE-6-Geschwader der amerikanischen Marine. Im Gegenzug hat Neuseeland Anlagen in Harewood, Christchurch, Neuseeland zur Verfügung gestellt.
Der erste Flug von Neuseeland in die Antarktis erfolgt am 28. Oktober 1965 mit der RNZAF C130 Hercules. Zwei weitere Hin- und Rückflüge folgten sofort.
Diese Flüge wurden 1966–67 wiederholt. 1967–68 erfolgte der erste Antarktis-Inlandsflug zum Abwurf von Material beim Vandasee im Wright-Tal, das zur Errichtung der Vanda-Station diente.
Derartige Unterstützung durch die neuseeländische Luftwaffe stellt einen wichtigen Beitrag für die Rolle Neuseelands in der Antarktis dar.
Die relativ stationären Feldgruppen arbeiten an verschiedenen Orten an Projekten, die von der Glaziologie über Bodenerkundungen bis zu Vogel- und Tierbiologie reichen.
Die Arbeit der Station umfasst Beobachtungsdisziplinen in Seismologie, Geomagnetismus und Ionosphärenforschung, sowie besondere Aspekte der oberen Atmosphäre mit besonderer Berücksichtigung der Polarlichtregion und der Region oberhalb 50 km. Funk-, Radar- und optische Techniken werden verwendet. Die meisten wissenschaftlichen Aktivitäten finden im Hauptlabor statt. Nebeneinrichtungen sind die Polarlicht-Hütte, die seismische Hütte und zwei Magnethütten.
Bei Second Crater existiert eine Satellitenempfangsstation, die Informationen über die Ionosphäre aus Signalen der Satelliten S66 sammelt, der alle 105 Minuten über den Pol zieht. Diese Signale werden durch die Ionosphäre hindurchgesendet und ergänzen die Signale die von der Station hochgesendet werden, so dass sich ein Untersuchungsmuster in dieser Sphäre ergibt.
Das neuseeländische Ozeanografie-Institut beteiligt sich am antarktischen Forschungsprogramm mit fortgesetzten Projekten in physikalischer Ozeanografie, Geologie, und Seebiologie unter Verwendung der HMNZS Endeavour in der Ross-See und dem Südlichen Ozean. Die Verteilung der bodenlebenden Tiere auf der Macquarie Ridge, Sediment und Bodenproben in bestimmten Gebieten der Ross-See, Lotungen, Oberflächentemperaturaufnahmen und Magnetometrie sind Aufgaben, die auf See durchgeführt werden.
Wissenschaftler der Victoria Universität in Wellington überqueren die See zwischen Neuseeland und dem McMurdo-Sund auf der HMNZS Endeavour und verwenden dabei ein Proton-Magnetometer.
Der Nuklearforschung dienen Sammlungen von Luft-, Schnee- und Wasserproben.
Zur Meteorologie gehören die Ablesungen selbstschreibender Protokolle von Standard-Klimadaten, d. h. Luftdruck, -Temperatur und -feuchtigkeit, Windgeschwindigkeit, Wolkenbedeckung und Sonnenstrahlung.
Alle wissenschaftlichen Daten, die von verschiedenen Instrumenten an der Scott-Basis und deren umgebenden Gebäude empfangen werden, werden kontinuierlich auf sich drehenden Papierkarten, Magnetbändern, 35-mm-Film oder lichtempfindlichem Fotopapier aufgezeichnet. Dadurch muss nicht ständig ein Wissenschaftler im Laboratorium Dienst tun.

### Vanda-Station
Das Hauptprojekt für NZARP68/69 war die Fortsetzung der Arbeit an der Errichtung der Vanda-Station am Ufer des Vandasees auf der Wright-Insel im Victorialand. Dies gelang und die Station war von Januar bis Oktober 1969 mit 5 Mann besetzt.

## Bildergalerie

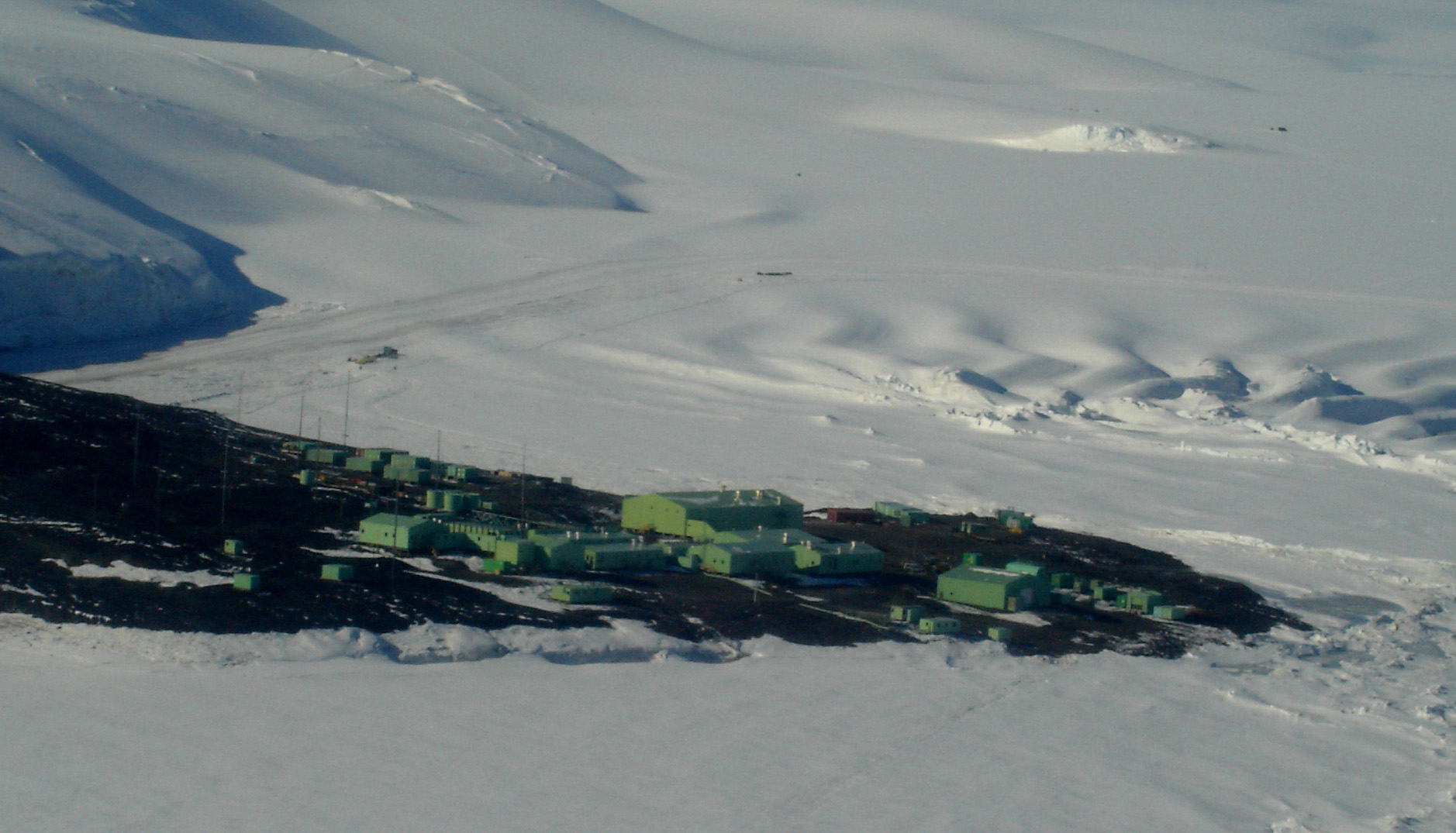
Schrägluftbild der Scott Base
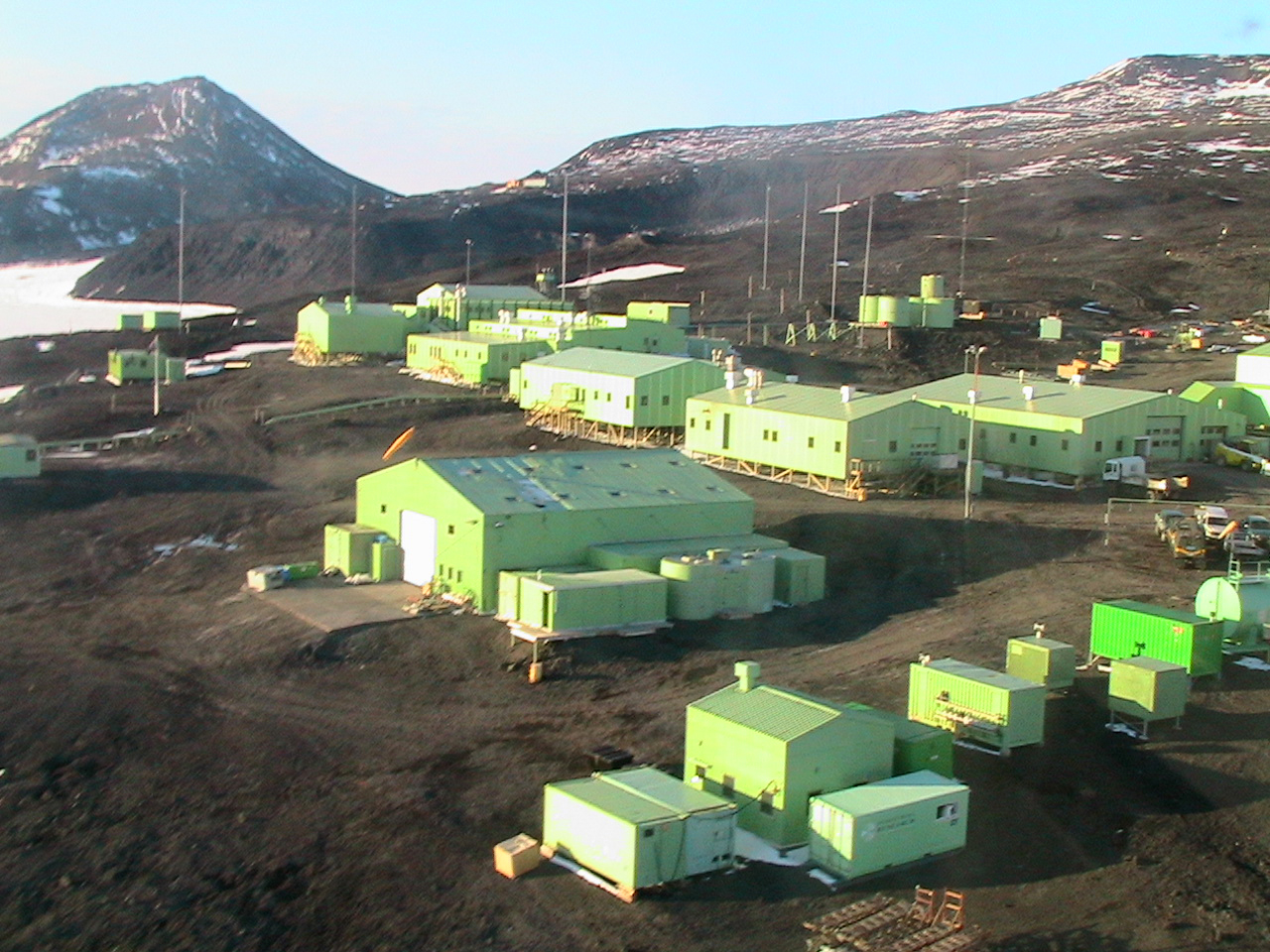
Schrägluftbild der Station mit Blick auf den Observation Hill